# Thomas Tusser
Thomas Tusser (* 19. Oktober 1524 in Rivenhall, Essex; † 3. Mai 1580 in London) war ein englischer Dichter und Verfasser landwirtschaftlicher Arbeiten.

## Leben
Tusser entstammte einer Adelsfamilie aus Essex und wurde in Eton und am King’s College in Cambridge erzogen. Er kam als Musiker und Sänger an den Hof von Lord William Paget. Nach zehn Jahren zog er sich zurück und ließ sich in Suffolk als Landwirt nieder, wo er seine Schrift A Hundreth Good Points of Husbandrie verfasste (1557). Sie wurde später zu Five Hundred Good Points of Husbandrie (1573) erweitert und im folgenden Jahrhundert oft nachgedruckt. Tusser war jedoch als Landwirt nicht erfolgreich. Er starb verschuldet in einem Londoner Gefängnis.

## Trivia
- Die fiktive Figur der Time Warner Company, Pinguin, ist ein gebildeter Batman-Gegner – er liest die Gedichte des Thomas Tussers.